# Maksimalni i minimalni termometri
Maksimalni i minimalni termometri mjere maksimalnu, odnosno minimalnu temperaturu u nekom vremenskom rasponu (intervalu). To mogu biti bilo koji od nabrojenih vrsta, ali se u tu svrhu najčešće koriste termometri s tekućinom. Ako se na primjer takvim termometrom želi mjeriti maksimalna temperatura u nekom vremenskom razdoblju, tada se u kapilaru umeće neka prepreka, tako da se tekućina, na primjer živa, može po njoj podizati, ali se ne može sama od sebe spuštati (na primjer liječnički termometar, odnosno toplomjer). Takvi termometri često služe i za održavanje konstantne temperature (temperaturna regulacija). Najjednostavniji temperaturni regulator ima u cijevi sa živom utaljene dvije elektrode, od kojih jedna leži u živi. Kada temperatura poraste iznad određene vrijednosti, živa zbog povećanoga volumena obuhvati i drugu elektrodu, električna struja poteče krugom i prekine strujni krug za grijanje. Maksimum termometar služi za određivanje maksimalne temperature u razdoblju od 24 sata. Konstruiran je tako da kapilara na mjestu gdje izlazi iz posudice sa živom, ima suženo mjesto, što onemogućuje da se živa vrati natrag u posudicu. Minimum termometar služi za određivanje minimalne temperature zraka u razdoblju od 24 sata. Postavljen je vodoravno, a kapilara mu je ispunjena alkoholom. U kapilari pliva štapić, koji se ne pomiče pri porastu temperature, a kad temperatura padne, napetost površine alkohola pomiče štapić prema posudici, pa desni kraj štapića pokazuje najnižu temperaturu. Prije mjerenja termometar treba nagnuti da štapić sklizne i dođe do meniskusa.

## Maksimum termometar
Često je potrebno znati najvišu temperaturu u nekom vremenskom razmaku, na primjer u toku 24 sata, što je naročito važno u meteorologiji. U tu svrhu služi nam maksimum termometar. Kod tog termometra izlazi iz posudice u cijev stakleni štapić manjeg promjera od promjera cijevi, pa živa iz posudice ima vrlo uzak prolaz. Pri rastezanju živa prolazi kroz usku pukotinu, ali se pri stezanju živina nit prekine i živa se ne može vratiti u posudicu, te pokazuje maksimalnu temperaturu. Kod ponovne upotrebe termometar se mora stresti tako da živa padne u posudicu. Na ovom principu građen je i liječnički termometar kojim se mjeri temperatura ljudskog tijela.

## Minimum termometar
Minimum termometar pokazuje najnižu temperaturu u nekom proteklom vremenu. Takav je termometar građen isto kao i maksimum termometar, samo je punjen alkoholom i u njemu se nalazi tanki stakleni štapić. Kad temperatura raste, alkohol prolazi uz štapić, a kad temperatura pada, alkohol povlači za sobom štapić zbog napetosti površine. Položaj štapića pokazuje najnižu temperaturu. Ovaj se termometar upotrebljava u vodoravnom položaju, pa se kod ponovne upotrebe mora toliko nagnuti da štapić dođe na kraj alkoholne niti. 
Ljestvica termometra za posebne svrhe ne obuhvaća cijeli osnovni razmak, nego samo one temperature koje za tu svrhu dolaze u obzir. Tako ljestvica liječničkog termometra ide samo od 35 °C do 42 °C, a ljestvica termometra za mjerenje temperature zraka od -35 °C do +50 °C.

## Slike
| | |                                    |                                                |
| Detalj termometarskih spremnika (lukovica) kod maksimalnog i minimalnog termometra. Lijevi (minimalni krak) spremnik je pun s alkoholom. Lijevi spremnik mjeri temperaturu toplinskim istezanjem i skupljanjem tekućine. Desni spremnik (maksimalni krak) sadrži alkohol i mjehurić plina ili alkoholne pare niskog tlaka. Taj mjehurić prilagođuje toplinsko istezanje u drugom spremniku i dozvoljava da se traka i žive pomjera u cijevi U oblika kako se temperatura mijenja. | Oznaka pokazuje maksimalnu temperaturu. Živa je na 26,5 °C jer je temperatura pala sa svoga maksimuma od 28,3°C. | Maksimalni i minimalni termometri. | Maksimalni i minimalni termometri rastavljeni. |